# 형사취수
형사취수(兄死娶嫂) 또는 취수혼(娶嫂婚)은 형이 죽은 뒤에 동생이 형수와 결혼하여 함께 사는 혼인 제도로, 수계혼(收繼婚, 영어: levirate marriage)의 한 형식이다.
형사취수는 유목 민족에게서 자주 나타났으며, 일례로 흉노, 부여, 고구려에서 나타났다.이 제도는 형이 죽으면 재산을 형수가 물려받게 되고, 형수가 혈족이 아닌 다른 사람과 혼인하게 되면 원래 혈족의 것이었던 재산이 혈족의 바깥으로 유출하게 됨을 염려하여 나타난 제도이다. 또한 형수에게 상속권이 없을 경우에는 형수에게 생활능력이 없게 되므로 그 형수를 혈족이 부양해 준다는 의미도 있게 된다.

## 같이 보기
- 근친혼